# William Mayor
William Mayor, né le 30 septembre 1844 à Brooklyn et décédé le 4 janvier 1890 à Neuchâtel, est un architecte américano-suisse.

## Biographie
William Mayor est né le 30 septembre 1844 à Brooklyn, aux États-Unis, d'un père d'origine suisse,.
En 1856, il vient s'établir à Neuchâtel. Il suit les cours de la Faculté technique de Lausanne, puis, entre 1868 et 1870, à l'École des Beaux-Arts de Paris,. Il quitte cette dernière au moment de la Guerre franco-prussienne et réalise alors un voyage d'études de deux ans autour de la Méditerranée,. Il ramène de nombreux objets de ses voyages, dont des fragments de manuscrits hébreux du Talmud,.
À son retour à Neuchâtel 1872, il a l'intention d'aller s'établir aux États-Unis, mais décide finalement de s'associer avec l'architecte Paul de Pury,. Il réalise avec ce dernier la nouvelle église néogothique de Cressier, dans le canton de Neuchâtel,. Il construit en 1876 le bâtiment du musée de La Neuveville, une construction néobaroque considérée comme l'une des premières conçues pour abriter un musée en Suisse. Deux ans plus tard, il réalise l'œuvre qui reste considérée comme la plus importante de sa carrière, la distillerie Pernod à Pontarlier, en France,. De 1878 à 1881, il bâtit la villa de Treytel à Bevaix, un bâtiment dont l'architecture est influencée par l'anglicanisme. Parallèlement, il travaille à la rénovation intérieure du château de Gorgier. En 1886, il entreprend la construction de la Cité Suchard, à Neuchâtel, un groupement de seize logements ouvriers qui seront achevés après sa mort par Eugène Colomb et présentés aux Expositions nationale de Genève en 1896 et universelle de Paris en 1900.
Il décède le 4 janvier 1890 à la suite d'une pneumonie.
Il est considéré au moment de son décès comme l'un des architectes neuchâtelois les plus talentueux. Dans son bureau d'architecture neuchâtelois, il forme au dessin et à l'architecture l'aquarelliste Paul Bouvier. En 1969, la ville de Neuchâtel donne son nom à une ruelle.